# リヴァプール大聖堂
リヴァプール大聖堂（Liverpool Cathedral）は、イングランド国教会の大聖堂。 イギリス西部の港町リヴァプールにある。建築面積は9,687 m2でイギリス最大の教会建築である。74年の歳月をかけて建設された。

## 歴史
イングランド国教会のリヴァプール教区は1880年に創設された比較的新しい教区であり、それまではチェスター教区の一部であった。初代主教に任命されたJ.C.ライルは既存の教会を大聖堂の代用としたが、明らかに手狭であり建て替えが必要だった。リヴァプールは産業革命の波に乗り繁栄の絶頂期にあり、壮大な規模の大聖堂が構想された。
設計を担当する建築家を選出するため設計競技が開催された。教区の新設は滅多にないため、大聖堂新築は稀な機会であり国内外の注目を集めた。選ばれたのは22歳の若き建築家ジャイルズ・ギルバート・スコットだった。ジャイルズは格調高いゴシック・リヴァイヴァル建築の大聖堂を提案し好評を得た。しかし、彼の実務経験の浅さとカトリック教徒である事が問題視された。主教はジャイルズが信頼できる人物であると評価し、彼に任せることにした。
1904年、エドワード7世が臨席して最初の石を置く儀式を行い、建設を開始した。石材はリヴァプール郊外の石切場で切り出された赤い砂岩である。しかし、寄付金は期待していたほど集まらず教区は深刻な資金不足に陥っていた。このため建設の進度を落とさざるを得なくなった。産業構造の変化に伴いリヴァプールの経済に翳りが見え始めていた。
1910年、ジャイルズは設計に大幅な変更を加えることにした。平面構成は当初のラテン十字から聖ゲオルギウス十字になった。また、2つの塔をやめて1つに集約しクロッシング上に配置した。ゴシック建築特有の繊細な装飾は排除され平面的な外観になった。変更案はモダニズム建築寄りのデザインになったが、主教に承認された。
1914年から1918年にかけて第一次世界大戦があり極度の労働力不足になった。1924年、大聖堂の内陣が完成し、ジョージ5世とメアリー王妃臨席の下、主教が聖別の儀式を行った。完成した部分を仮設の壁で塞ぎ大聖堂の使用を開始した。
この時代、鉄筋コンクリートが実用化され容易に高層建築が構築できるようになった。ジャイルズは設計を更に変更し塔の高さを100 mに引き上げた。第二次世界大戦中、ドイツ軍の空爆の標的となり損傷を受けた。1942年に大聖堂中央部の袖廊が完成した。戦後は身廊の建設が進められた。
1960年、ジャイルズが79歳で亡くなったため、息子のリチャードが仕事を引き継いだ。しかし、リチャードも数年後に設計主任を辞任した。財政的な理由によりジャイルズの設計に変更が加えられたのが原因とされている。大聖堂が最終的に完成したのは1978年である。完成式典にはエリザベス2世が臨席した。

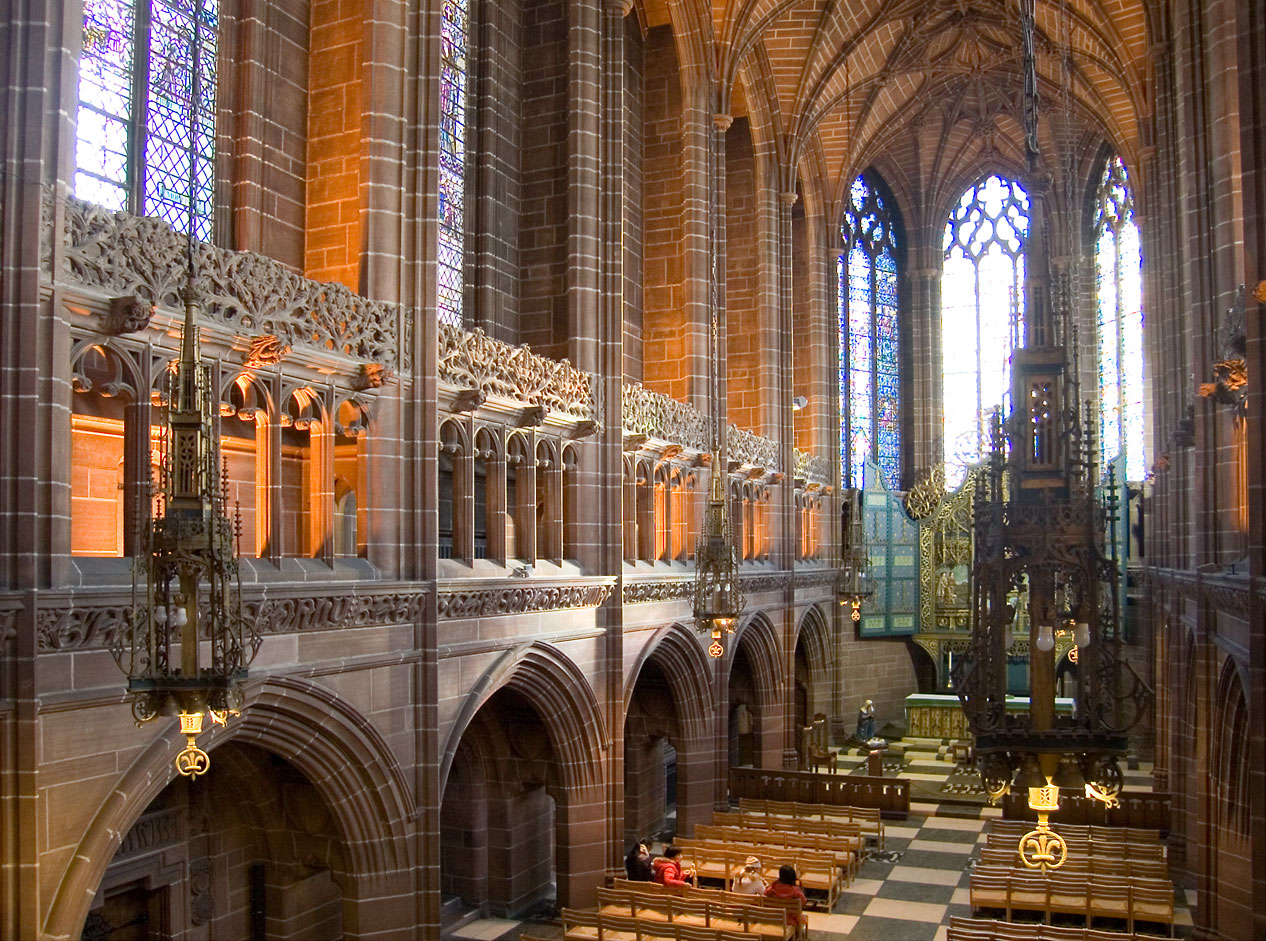
内陣
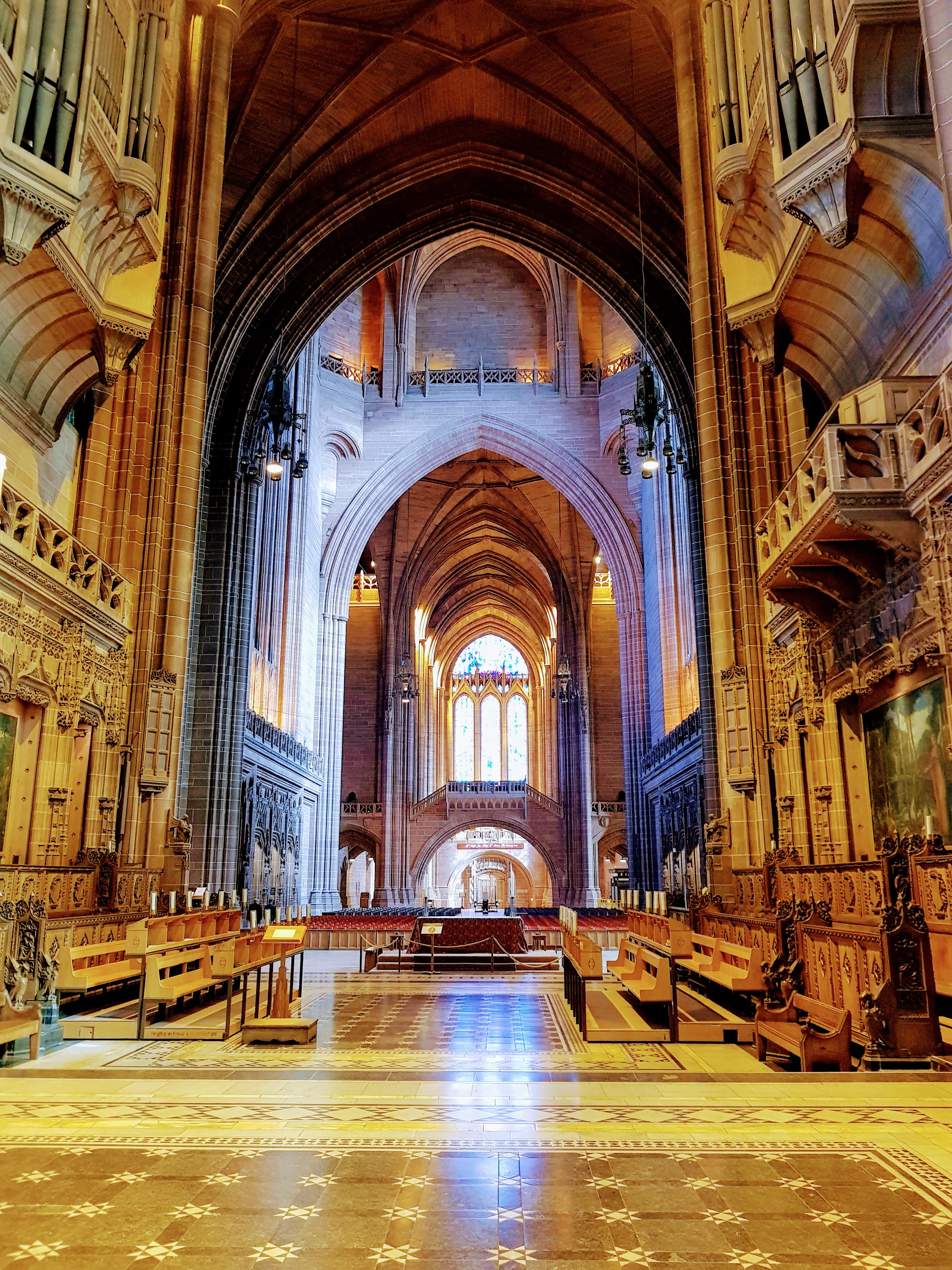
内陣から身廊
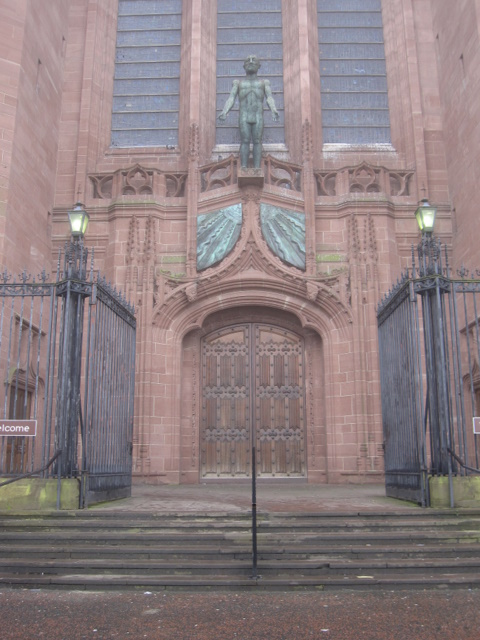
入口
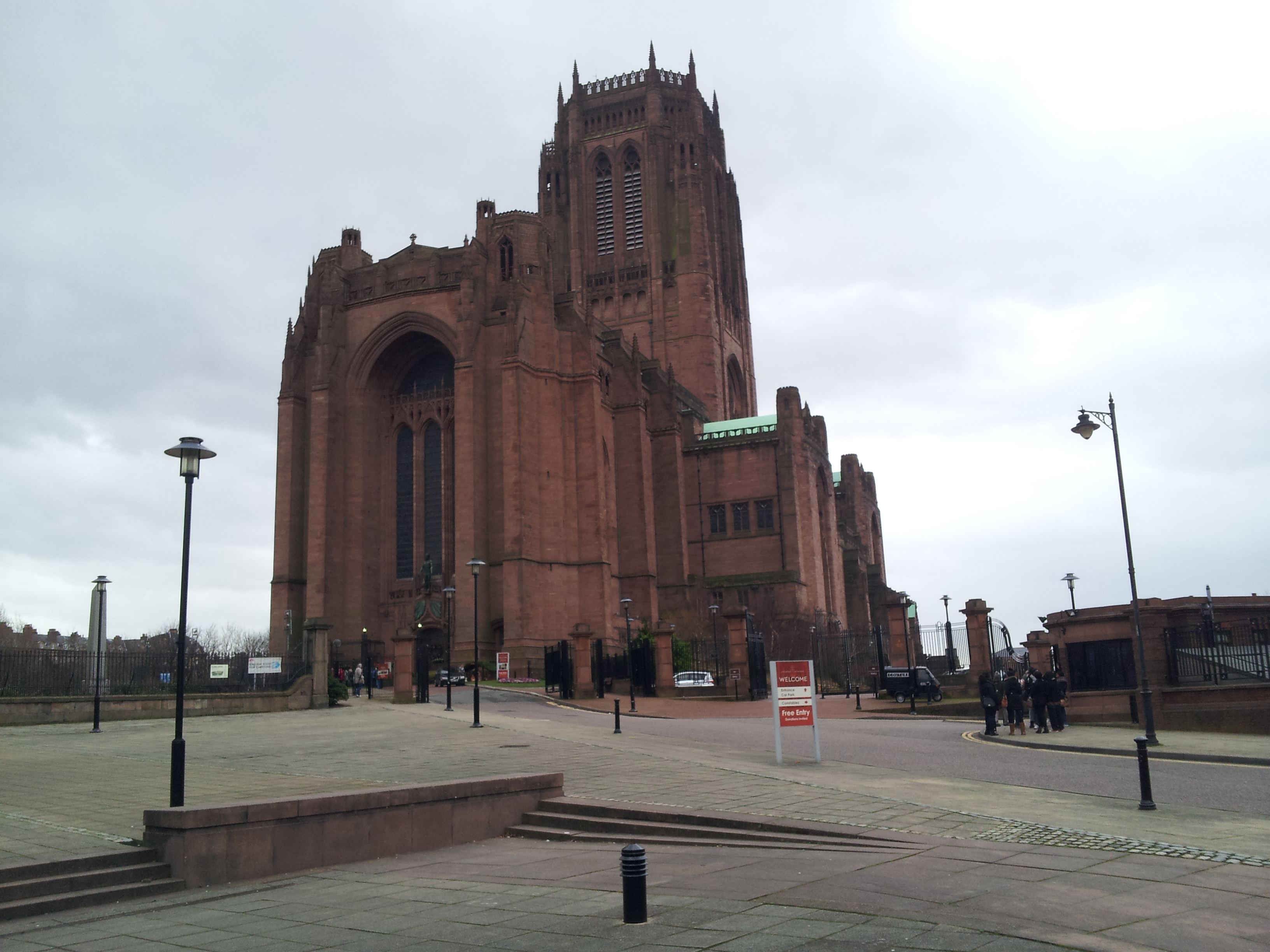
ファサード
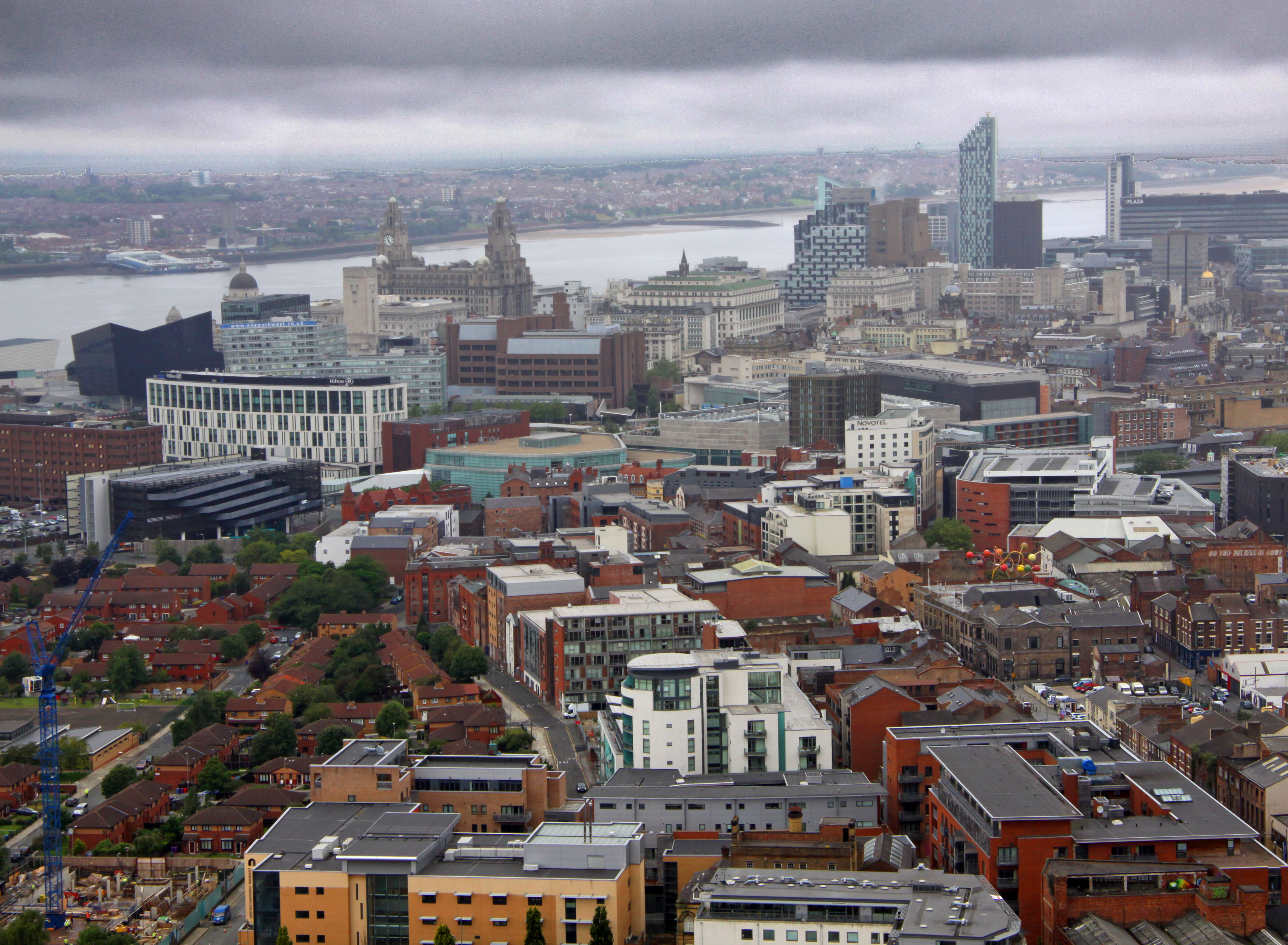
塔からの景色